# 마크 에스퍼
마크 토마스 에스퍼 (1964년 4월 26일 ~ )는 미국의 제27대 국방부 장관이였다. 그는 국방부 장관 직무대행을 역임했으며, 2017년부터 2019년까지 제23대 미육군 장관이었다.
국방부에 임용되기 전에는 미국 기업의 임원이자 전역 군인이었다. 미국의 주요 방위산업체(U.S. defense contractor)인 레이시온(Raytheon)에서 정부관계부서(Government relations) 부사장이었다. 에스퍼가 레이시온에 재직 중인 2015-2016년 더힐(The hill)은 그를 베스트 정부 중재자로 선정하였다.

## 학력
에스퍼는 1982년 로렐 하이랜드 고등학교를 졸업했다. 그는 1986년 미국 육군 사관학교에서 공학 학사 학위를 받았다. 에스퍼는 육군 사관학교의 우등생이자 더글러스 맥아더 리더십 상을 수상했다. 그는 1995년 미국 하버드 대학의 존 F. 케네디 공공정책대학원(John F. Kennedy School of Government)에서 행정학 석사 학위를, 2008년 조지 워싱턴 대학교에서 공공 정책 철학 박사 학위를 받았다.

## 국방부 장관
2019년 6월 18일, 도널드 트럼프 대통령은 에스퍼가 패트릭 섀너핸의 뒤를 이어 국방부 장관 대행이 될 것이라고 발표하였다. 섀너핸이 국방부 장관 거론을 철회하기 전, 에스퍼는 상원이 섀너핸에 대한 동의를 거부했을 경우에 지명하기 위한 주요한 후보자로 간주되었다. 에스퍼는 6월 24일 비서실장을 맡게 되고, 2019년 7월 23일 찬성 90표, 반대 8표로 상원에 의해 미국의 제27대 국방부 장관으로 확정되었다.

## 경력
에스퍼는 제101 공수사단의 보병 장교로 복무했으며, 1990-1991년 걸프전에 배치되었다.